# Poble benga
El poble benga constitueix una ètnia africana, inclosa en el grup bantú. Són originaris de Guinea Equatorial i Gabon. El seu idioma original és el benga, no gaire allunyat del bubi.
Actualment els benga habiten una petita zona costanera del riu Muni, el cap de Sant Joan, enclavaments suburbans del riu Benito i Bata, les illes de Corisco, i ambdues Elobey (Grande i Chico). Formen part dels ndowe o «playeros», un dels pobles de la Costa del Riu Muni.

## Història i personatges
Apareixen en la Història escrita d'Occident després dels seus contactes i col·laboració amb els portuguesos des del segle xvii en els seus assentaments esclavistes de l'Àfrica occidental, atès que els benga també posseïen un sistema econòmic esclavista propi, i generalment els seus servidors particulars són fangs i nvikos.
Entre els escassos personatges d'aquest grup dels quals es té referència destaca el rei de l'illa de Corisco Bonkoro I, que va morir en 1846 i va ser succeït pel seu fill Bonkoro II, que va establir acords amb Espanya en 1843, com a resultat d'un arranjament amb Juan José Lerena y Barry. Bonkoro II va acabar destronat i va ser bandejat pel govern colonial espanyol a l'illa de Sao Tomé i Munga I va regnar a Corisco entre 1848 i 1858, i fou succeït pel seu fill Munga II.